# Exo (album de Pierre de Bethmann)
Pour les articles homonymes, voir Exo.
Albums de Pierre de Bethmann Medium Ensemble
Essais, vol. 1
(2015) Essais, vol. 2
(2018)
Exo est un album du pianiste de jazz français Pierre de Bethmann avec son Medium Ensemble, sorti en 2016 sur le label Aléa.
Il a remporté le Grand prix du disque de l'Académie Charles-Cros,.

## À propos de l'album
Les musiciens constituant le Medium Ensemble sont les mêmes que sur Sisyphe, premier opus de ce groupe « all-stars », à l'exception de Camille Lebréquier, remplacée par Baptiste Germser, et de Franck Agulhon, remplacé par Karl Jannuska ; Pierre de Bethmann joue du piano mais aussi du Rhodes. La chanteuse Chloé Cailleton n'intervient que sur Panser et penser.
Pour le magazine Djam, le titre renvoie au préfixe « exo- », qui renvoie vers l'idée d'extérieur, ici les solites mis en valeur sur chacun des morceaux.
Il s'agit pour Pierre de Bethmann de « persister à s'intéresser au swing, au son, à l'harmonie et à la mélodie en assumant ne faire que de la musique, en croyant encore au pouvoir d'émotion de celle-ci ». Par rapport à Sisyphe, Bethmann a « un peu aéré l'écriture » dans une recherche de fluidité.

## Réception critique
L'album est « Choc » pour Jazz Magazine : Jacques Aboucaya y écrit que l'album « navigue entre parties écrites, savamment arrangées, et improvisations, celles-ci découlant avec naturel de celles-là. […] Le son d'ensemble, somptueux, y fait bon ménage avec l'humour qui pointe dans de brèves pièces Hors champ exécutées en petit comité comme autant de respirations ». Pour Denis Desassis (Citizen Jazz) « Exo est un disque fresque, comme un grand tableau qu’il fait bon découvrir dans le moindre de ses détails comme à travers le prisme des paysages qu’il dévoile. De près ou de loin, on aime ce Medium Ensemble. ». Pour Sylvain Siclier (Le Monde) « les compositions de Bethmann sont une fois encore magnifiées par cette forme orchestrale ».
Pour Xavier Prévost (Les Dernières nouvelles du jazz), l'album est « de l'artisanat de Grand Art, en quelque sorte, sur une tonalité légèrement mélancolique qui rappelle parfois l'écriture de Carla Bley, avec un savant tissage des voix qui produit, hors de tout académisme, un son neuf, où la voix de Chloé Cailleton, utilisée comme un instrument, apporte une touche inimitable. C'est comme un très beau voyage dans les lointains, une incursion dans le rêve : réussite absolue ».
Pour Michel Contat (Télérama) « on est emporté du début à la fin dans un climat de ferveur, on écoute se développer des climats contrastés, on suit des solos réfléchis autant qu'inventifs qui émergent de formes orchestrales subtiles. C'est à une aventure sonore gratifiante qu'invite cet album aux qualités rares de modernité heureuse. ».

## Liste des pistes
Toute la musique est composée par Pierre de Bethmann.
| 1. | Exo           | 9:41  |
| 2. | Attention     | 10:40 |
| 3. | Hors champ IV | 0:43  |
| 4. | Ton sur ton   | 10:48 |
| 5. | Du calme      | 6:06  |
| 6. | Hors champ II | 1:07  |

| 1. | Des mesures préalables | 2:38 |
| 2. | Des mesures            | 7:23 |
| 3. | Hors champ I           | 1:01 |
| 4. | Moderato               | 9:01 |
| 5. | Panser et penser       | 8:47 |
| 6. | Hors champ III         | 1:07 |
| 7. | Complexe               | 9:41 |

## Personnel
- Pierre de Bethmann : Rhodes, piano
- Chloé Cailleton : voix
- Stéphane Guillaume : flûte
- Sylvain Beuf : saxophone alto
- David El Malek : saxophone ténor
- Thomas Savy : clarinette basse
- Sylvain Gontard : trompette, bugle
- Baptiste Germser : cor
- Denis Leloup : trombone
- Bastien Stil : tuba, trombone
- Simon Tailleu : contrebasse
- Karl Jannuska : batterie